# Покровское благочиние (Московская епархия)
Покро́вское благочи́ние — округ Московской епархии Русской православной церкви, объединяющий приходы в Таганском районе Центрального административного округа Москвы. Включает в себя не менее 24 приходов.
Благочинный округа — протоиерей Олег Егоров, настоятель храма прп. Василия Исповедника у Рогожской Заставы.
В мае 2012 года из состава Покровского было выделено Иверское благочиние, в которое вошли приходы Тверского района.

## Храмы благочиния
- Храм первоверховных апостолов Петра и Павла у Яузских ворот
- Собор Успения Пресвятой Богородицы на Крутицах
- Храм Святителя Николая в Котельниках
- Храм Никиты Мученика за Яузой
- Храм Воскресения Словущего при Митрополичьих палатах на Крутицах
- Храм Всех святых на Кулишках
- Храм Иерусалимской иконы Божией Матери за Покровской заставой
- Храм иконы Божией Матери «Всех скорбящих Радосте» на Калитниковском кладбище
- Храм пророка Илии на Воронцовом поле (домовый)
- Храм Мартина Исповедника в Алексеевской Новой Слободе
- Храм святителя Алексия Московского в Рогожской слободе
- Храм святителя Николая в Студенцах (единоверческий храм)
- Храм Покрова Пресвятой Богородицы на Лыщиковой горе
- Храм преподобного Василия Декаполита у Рогожской заставы
- Храм Рождества Пресвятой Богородицы на Кулишках
- Храм преподобного Сергия Радонежского в Рогожской слободе
- Храм преподобного Симеона Столпника за Яузой
- Храм Сорока мучеников Севастийских в Спасской слободе
- Храм Спаса Нерукотворного в Андрониковом монастыре
- Храм Троицы Живоначальной в Серебряниках
  - Храм-колокольня Усекновения главы Иоанна Предтечи (приписной)
- Храм Успения Пресвятой Богородицы в Гончарах
  - Храм святителя Николая на Болвановке (приписной)
- Храм святителя Петра митрополита Крутицкого (домовый, приписной к храму святителя Николая Мирликийского в Кузнецах)[2][3]

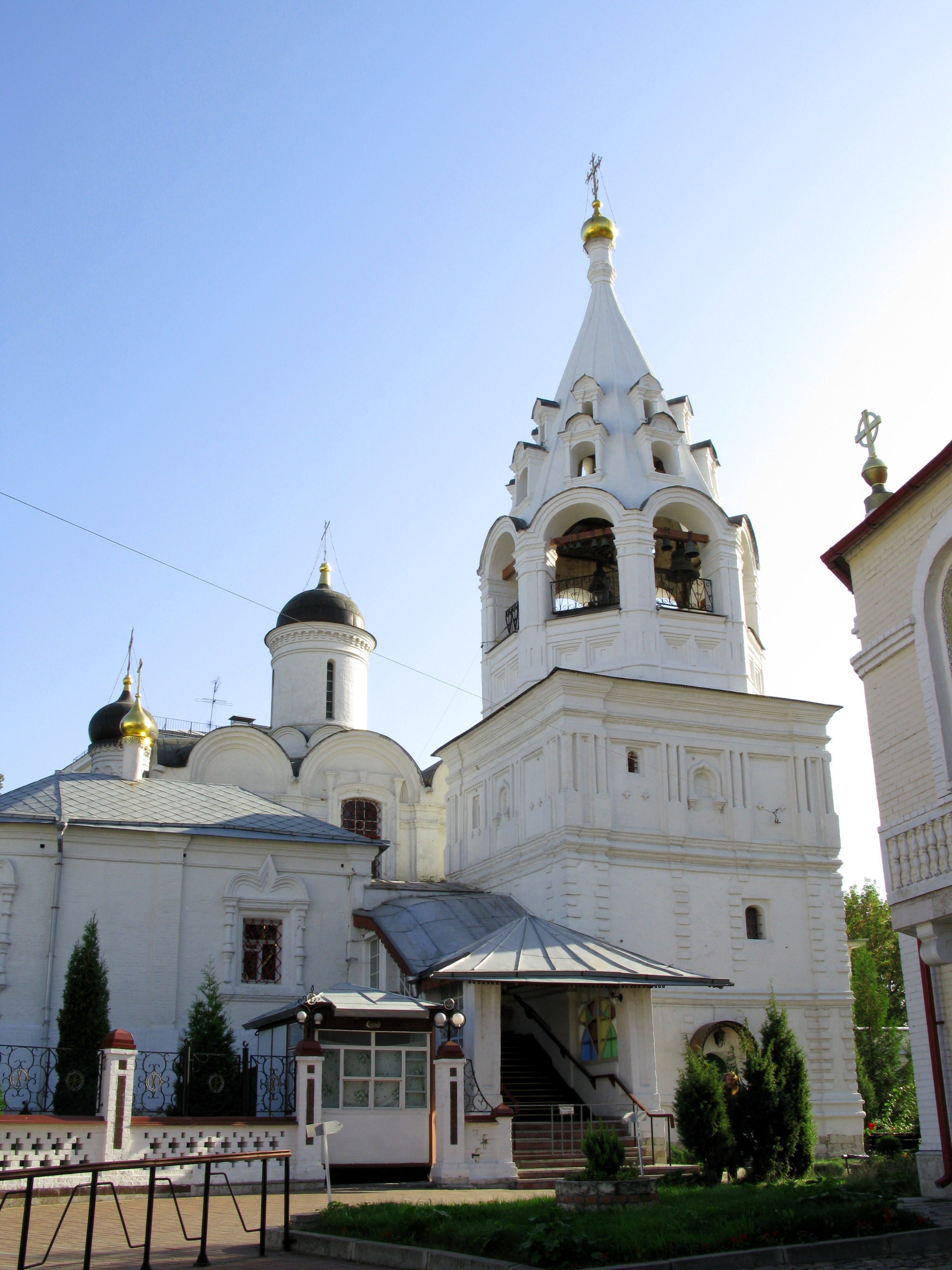
Храм мученика Никиты на Швивой горке
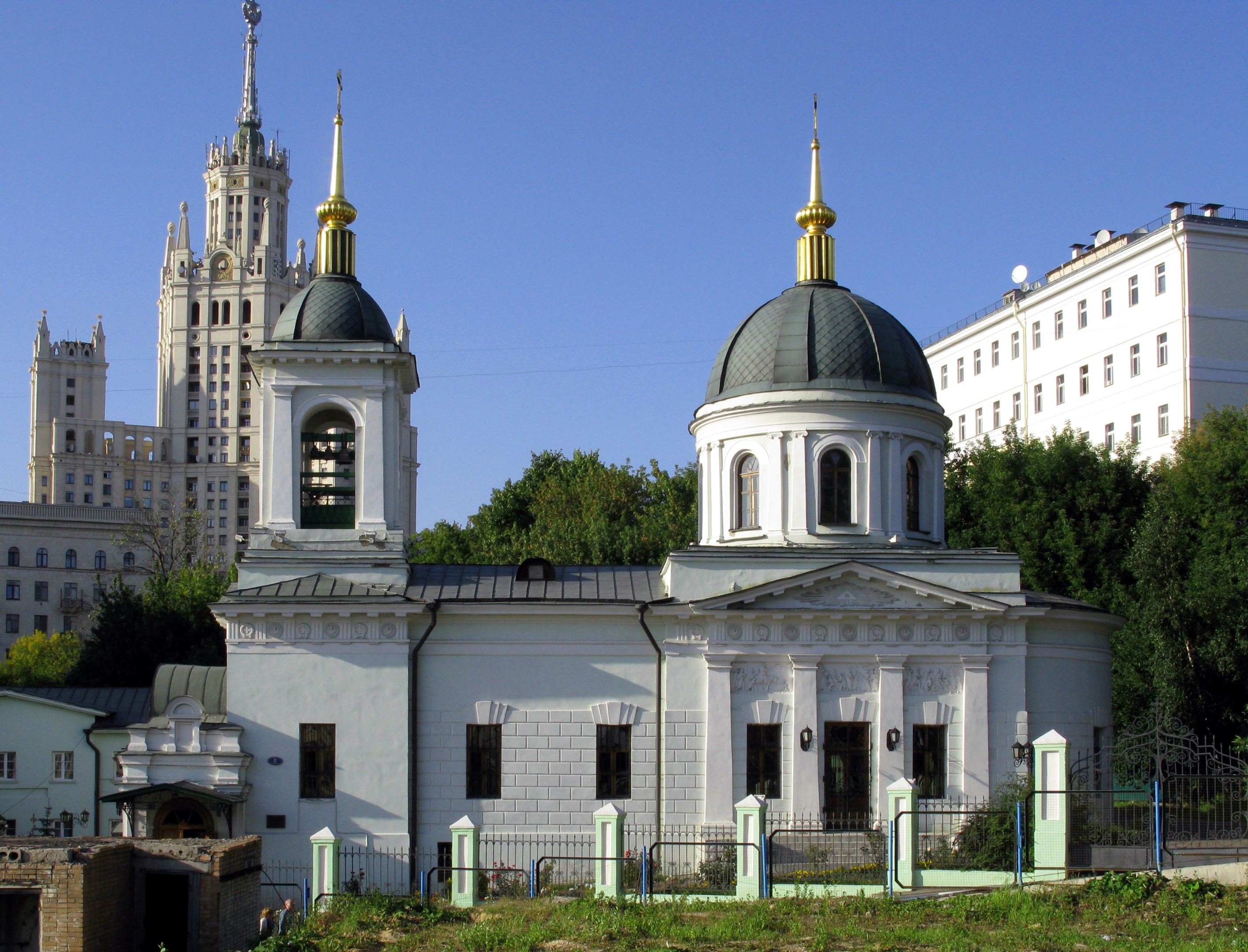
Храм Святителя  Николая в Котельниках
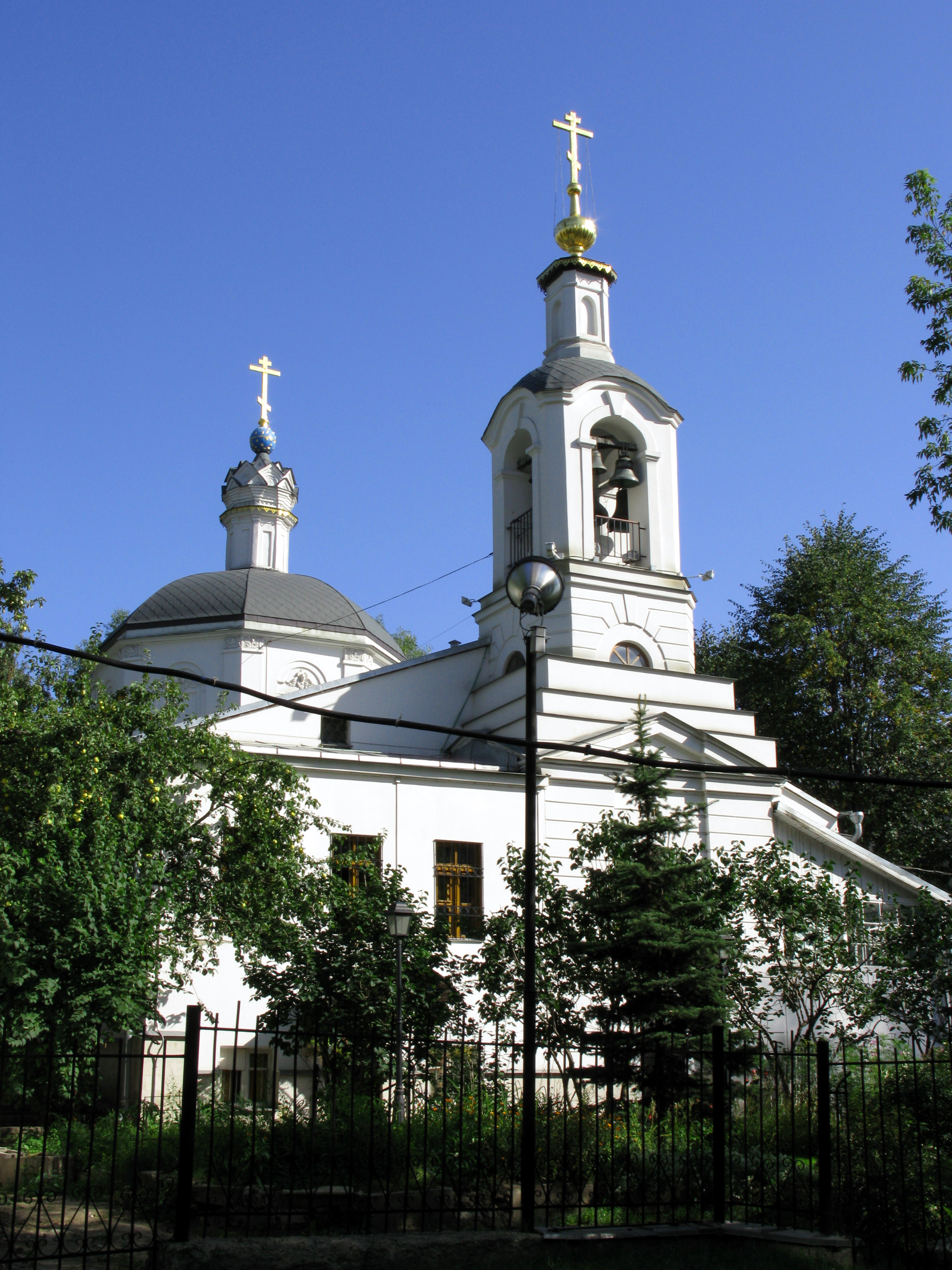
Храм Покрова Богородицы на Лыщиковой горе
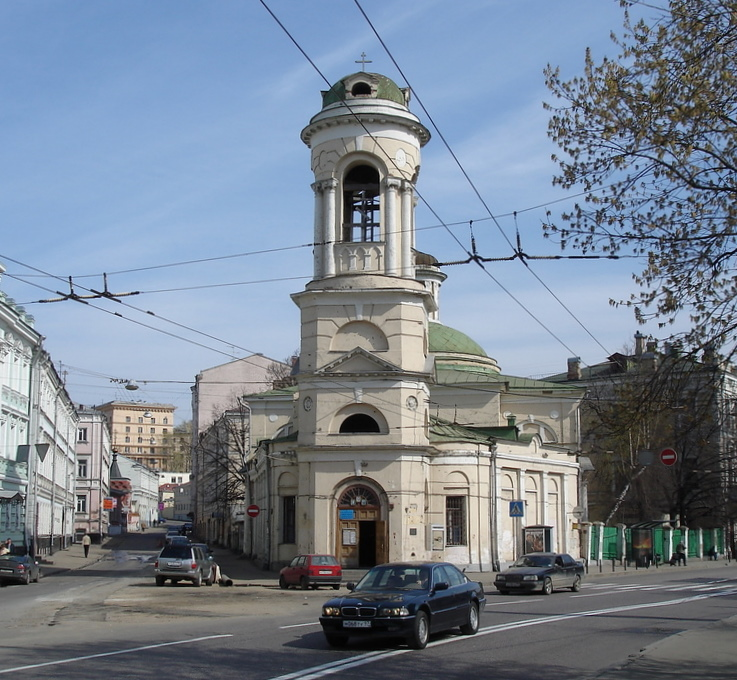
Храм Рождества Богородицы на Кулишках
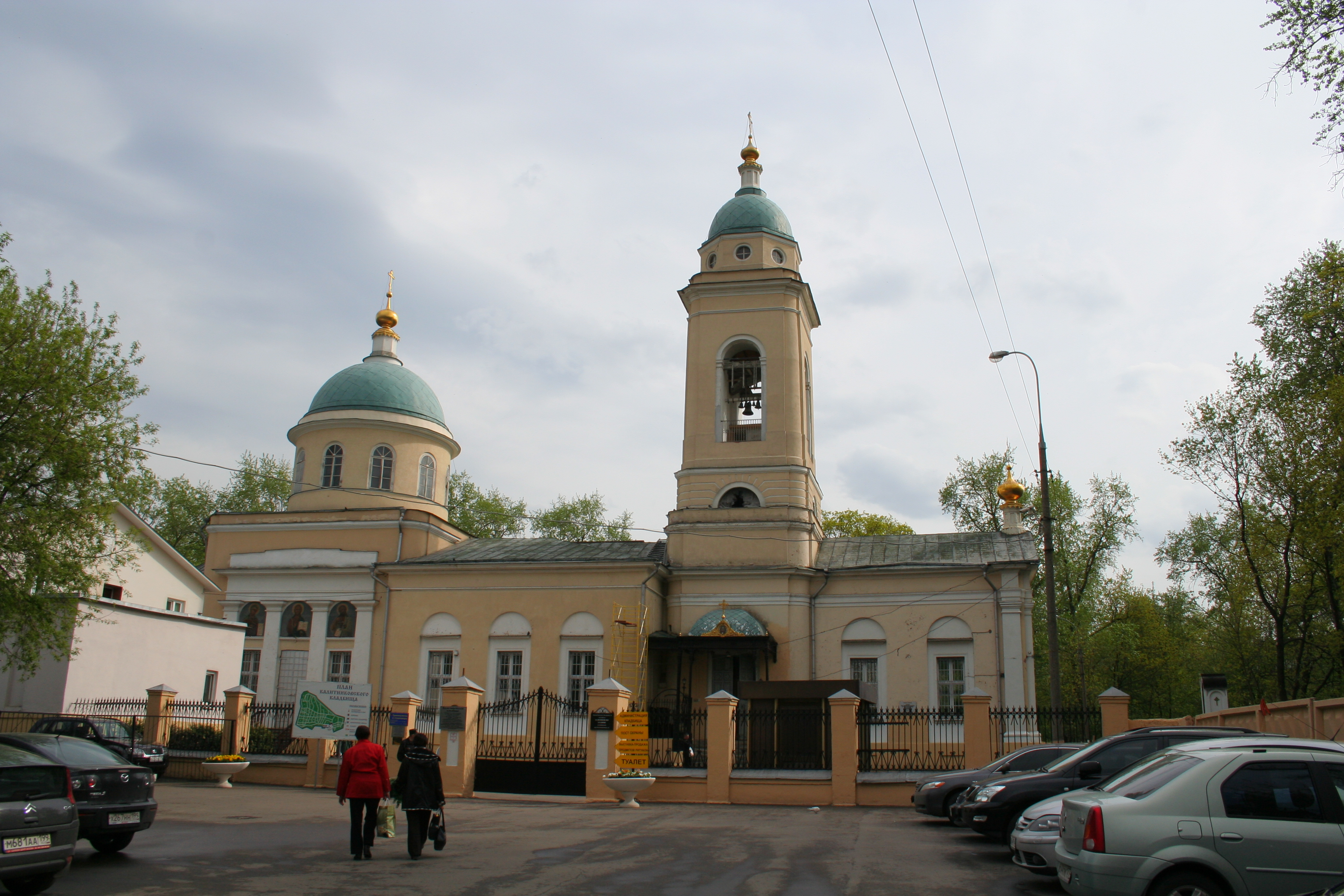
Скорбященский храм на Калитниковском кладбище